# Lempäälä
Lempäälä là một đô thị ở tây nam Phần Lan với dân số 19.355 người (năm 2008). Đô thị này nằm ở phía nam thành phố Tampere. Đô thị Lempäälä có diện tích 306,92 km² trong đó có 37,48 km² là diện tích mặt nước. Mật độ dân số là 71,8 người trên mỗi km².
Tài liệu ghi chép về giáo khu Lempäälä vào năm 1430. Tòa nhà cổ nhất của thị xã là nhà thờ thời Trung cổ được đặt tên theo thánh Birgitta và được xây vào năm 1504.